# 提单
提单（英語：Bill of lading，常縮寫為B/L），是一种有法律效力的单据。它是一种货物所有权的凭证，也是托运人与承运人之间所订的运输契约的证明。提单的英文名是Bill of Lading，简写为B/L。
提单是最重要的信用证交单文件之一。

## 内容
提单一般有如下内容：
托运人 Shipper 或 Consignor
收货人 Receiver 或 Consignee
被通知人 Notify Party
货物描述 Description of goods
毛重 Gross weight
净重 Net weight
尺码（体积） Measurement
装运港 Port of Loading
卸货港 Port of Discharge
运费条款 填写Freight Prepaid（运费预付） 或 Freight Collect（运费到付）
签发时间和地点 Place and date of issue
正本的总数量 Numbers of original B(s)/L

## 分类

### 按内容繁简
全式提单 Long Form B/L
简式提单 Short Form B/L

### 按是否转船
直运提单 Direct B/L
转运提单 Transshipment B/L
联运提单 Through B/L
多式联运提单 Combined Transport B/L 简称C.T.B.

## 相關
- EDI 電子數據交換: 貨物運輸單據無紙化